# كينغستون (نيوزيلندا)
كينغستون هي مدينة صغيرة تقع في أقصى الطرف الجنوبي لبحيرة واكاتيبو، شمال حدود أوتاجو وساوثلاند، في الجزيرة الجنوبية لنيوزيلندا. تقع على بعد 47 كيلومترًا جنوب كوينزتاون عن طريق ذا ديفيل ستايركيز، الذي يتعرج بين البحيرة في الغرب وجبال ريماركبل إلى الشرق. تقع على بعد 70 كيلومترًا شمال لومسدن، وعلى مقربة من منابع نهر ماتاورا.